# Campellolebias intermedius
Campellolebias intermedius är en fiskart som beskrevs av Costa och De Luca 2006. Campellolebias intermedius ingår i släktet Campellolebias och familjen Rivulidae. Inga underarter finns listade.